# تشارلز روجرز (جيولوجي)
تشارلز روجرز (بالإنجليزية: Charles Rogers)‏ هو طيار وجيولوجي أمريكي، ولد في 30 ديسمبر 1921، وتوفي في يوليو 1975.